# Châtillon-sur-Thouet
Châtillon-sur-Thouet là một xã trong tỉnh Deux-Sèvres trong vùng Nouvelle-Aquitaine ở phía tây nước Pháp. Xã này có diện tích 16 km2. Xã nằm bên sông Thouet về phía bắc thị xã Parthenay.